# Primula nivalis
Primula nivalis är en viveväxtart. Primula nivalis ingår i släktet vivor, och familjen viveväxter.

## Underarter
Arten delas in i följande underarter:
- P. n. nivalis
- P. n. xanthobasis
- P. n. farinosa